# Парку

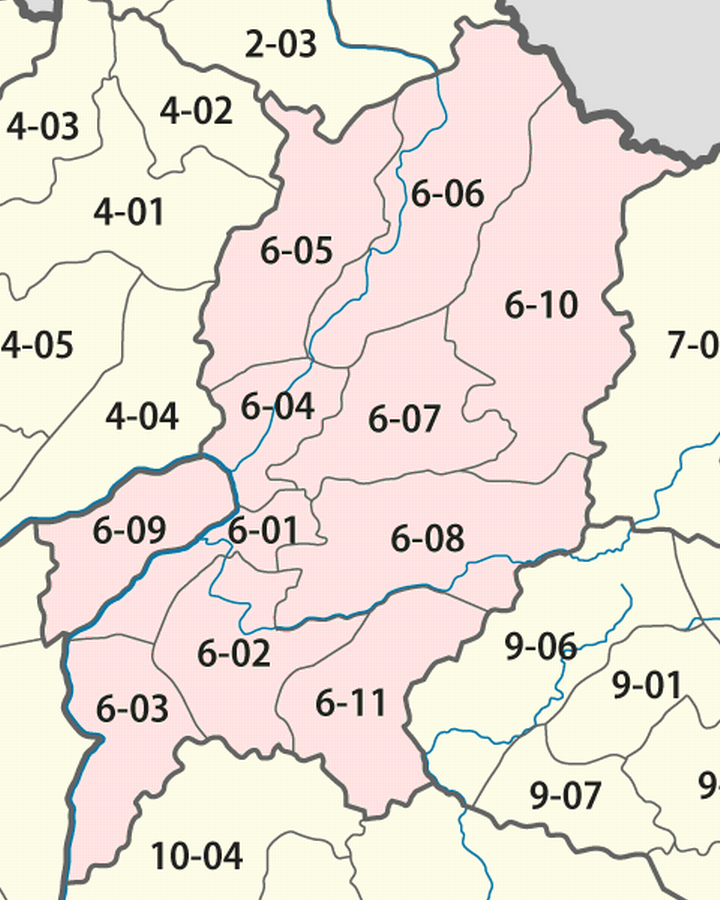
Число 6-04

Парку — один з районів (лаос. ເມືອງ муанг) провінції Луанг-Прабанг, Лаос.